# Municipio de Lind (Dakota del Norte)
El municipio de Lind (en inglés: Lind Township) es un municipio ubicado en el condado de Grand Forks, en el estado estadounidense de Dakota del Norte. En el año 2010 tenía una población de 62 habitantes y una densidad poblacional de 0,66 personas por km².

## Geografía
El municipio de Lind se encuentra ubicado en las coordenadas 47°42′56″N 97°41′20″O / 47.71556, -97.68889. Según la Oficina del Censo de los Estados Unidos, el municipio tiene una superficie total de 93,64 km², de la cual 93,52 km² corresponden a tierra firme y (0,13%) 0,12 km² es agua.

## Demografía
Según el censo de 2010, había 62 personas residiendo en el municipio de Lind. La densidad de población era de 0,66 hab./km². De los 62 habitantes, 61 son blancos y uno es hispano. 